# یوشوا، اوب
یوشوا (به صربی: Joševa) یک منطقهٔ مسکونی در صربستان است که در Ub Municipality واقع شده‌است. یوشوا ۷٫۶۸ کیلومتر مربع مساحت و ۴۱۶ نفر جمعیت دارد و ۱۰۷ متر بالاتر از سطح دریا واقع شده‌است.